# Never Going Home
Never Going Home – singel francuskiego producenta muzycznego i Dj-a Kungsa promujący jego nadchodzący drugi album studyjny. Singel został wydany 21 maja 2021 roku przez wytwórnie Island Records. 
Piosenka znalazła się w pierwszej dziesiątce na listach notowań we Chorwacji, Francji, Flandrii, Łotwie, Polsce, Rosji, Wspólnocie Niepodległych Państw oraz na pierwszym miejscu w San Marino i Walonii.

## Geneza utworu
Utwór został wyprodukowany przez niemieckiego Dj-a i producenta Boys Noiza, a napisany wspólnie z francuskim Dj-em i producentem Martinem Solveigiem, który wykonuje w nim także partie wokalne. Singel jest oparty na samplu utworu „Idol” autorstwa włoskiego producenta Mind Entreprises.

## Teledysk
Teledysk został opublikowany 27 maja 2021 roku w serwisie YouTube i został nakręcony w Cercle des nageurs w Marsylii. Klip przedstawia ludzi z różnych pokoleń, którzy tańczą do muzyki.

## Notowania na listach przebojów
| Kraj       | Lista (2021–2023)              | Najwyższe miejsce |
| ---------- | ------------------------------ | ----------------- |
| Belgia     | Ultratip 50 Singles (Flandria) | 5                 |
| Belgia     | Ultratop 50 Singles (Walonia)  | 1                 |
| Białoruś   | Tophit Radio Hits              | 143               |
| Chorwacja  | ARC 100                        | 9                 |
| Estonia    | Radiomonitor                   | 9                 |
| Francja    | SNEP Top 100 Singles           | 5                 |
| Francja    | Billboard France Digital Songs | 1                 |
| Holandia   | Nederlandse Top 40             | 6                 |
| Holandia   | Single Top 100                 | 18                |
| Izrael     | Media Forest                   | 10                |
| Kazachstan | Tophit Radio Hits              | 60                |
| Łotwa      | EHR Top 40                     | 3                 |
| Niemcy     | GfK Entertainment              | 47                |
| Polska     | AirPlay – Top                  | 3                 |
| Polska     | AirPlay – Największe skoki     | 5                 |
| Polska     | AirPlay – Nowości              | 3                 |
| Rosja      | Tophit Radio Hits              | 3                 |
| Rumunia    | Top Airplay 100                | 61                |
| San Marino | SMRRTV Top 50                  | 1                 |
| Serbia     | Radiomonitor                   | 9                 |
| Słowacja   | Rádio Top 100                  | 14                |
| Słowacja   | Singles Digitál Top 100        | 95                |
| Szwajcaria | Singles Top 100                | 16                |
| Ukraina    | Tophit Radio Hits              | 196               |
| Węgry      | Dance Top 40                   | 5                 |
| Węgry      | Rádiós Top 40                  | 9                 |
| Węgry      | Single Top 40                  | 3                 |
| Węgry      | Stream Top 40                  | 23                |
| Włochy     | FIMI                           | 13                |
| WNP        | Tophit Radio Hits              | 5                 |

## Certyfikaty
| Kraj           | Certyfikat         | Sprzedaż |
| -------------- | ------------------ | -------- |
| Francja (SNEP) | diamentowa płyta   | 333 333+ |
| Niemcy (BVMI)  | złota płyta        | 200 000+ |
| Polska (ZPAV)  | 3x platynowa płyta | 150 000+ |
| Włochy (FIMI)  | 2x platynowa płyta | 140 000+ |

## Lista utworów
1. „Never Going Home” – 2:49[4]

## Historia wydania
| Obszar     | Data         | Format                      | Wersja   | Wytwórnia                                              | Przypis      |
| ---------- | ------------ | --------------------------- | -------- | ------------------------------------------------------ | ------------ |
| Cały świat | 21 maja 2021 | digital download, streaming | oryginał | Island-Def Jam, Universal Music France, Val Production | [ 4 ] [ 43 ] |